# HeHe (artistes)
HeHe est un duo d'artistes composé de Helen Evans et Heiko Hansen.

## Le duo
- Helen Evans, née en 1972, est britannique et française. Elle a reçu une formation en scénographie à l'école d'art de Wimbledon, et en design numérique (« Computer related design ») au Royal college of Art de Londres[1].
- Heiko Hansen, né en 1970, est allemand. Il a étudié l’ingénierie mécanique à l'Université des Sciences Appliquées de Hambourg, et en design industriel à l'école des Beaux-Arts de Hambourg. Enfin, il a obtenu un Master en design numérique au Royal College of Art à Londres[2].

Ils vivent et travaillent Havre. Ils enseignent à l'École supérieure d'art et design Le Havre-Rouen, où ils coordonnent le master Environnement et situations publiques.

## Œuvre
Situés à la frontière entre installation artistique, sculpture monumentale, performance et design, ils consacrent leur travail à une observation critique des mythologies de l'Anthropocène (production d'énergie, transports, nouvelles technologies...) et des enjeux industriels, sociaux et écologiques contemporains. Une de leurs œuvres les plus emblématiques est sans doute Nuage vert/Pollstream, qui consistait à faire apparaître les fumées polluantes relâchés la nuit par les usines, à l'aide d'un dispositif de détection thermique et d'un laser qui souligne les contours du nuage en temps réel. Cette installation, présentée à Helsinki, a obtenu le prix Golden Nica ("Hybrid arts") au festival Ars Electronica en 2008, ainsi que d'autres prix, toujours en 2008 : Environmental Art Fund en Finlande et "Zero One" à San Jose.
Installé à Saint-Ouen en 2009, Nuage vert a reçu un accueil différent. En effet, les fumées visées émanaient d'un incinérateur de déchets à proximité duquel la municipalité projetait d'installer un « éco village ». S'étant vu refuser l'autorisation d'effectuer leur installation, les HeHe ont réalisé une performance pirate, s'attirant les foudres des autorités locales. L'année suivante, en 2010, Nuage vert fonctionnera entre 18h30 et 22h30 le 27 novembre 2010, visant les cheminées d'un incinérateur de déchets ménagers situé, cette fois, à Ivry-sur-Seine. 
Les HeHe ont produit des œuvres monumentales pour de nombreuses institutions : Ondernemersfonds Utrecht, Triennale de Bruges, Casino Forum d'art contemporain (Luxembourg), Musée d'art contemporain de Zagreb, Nuit Blanche à Paris, Le Voyage à Nantes, FACT Liverpool, Centre Georges Pompidou Paris, Un été au Havre, etc.